# Trichoprosopon mogilasium
Trichoprosopon mogilasium är en tvåvingeart som först beskrevs av Dyar och Frederick Knab 1907.  Trichoprosopon mogilasium ingår i släktet Trichoprosopon och familjen stickmyggor. Inga underarter finns listade i Catalogue of Life.